# D'r Hans im Schnokeloch
Pour les articles homonymes, voir Hans.

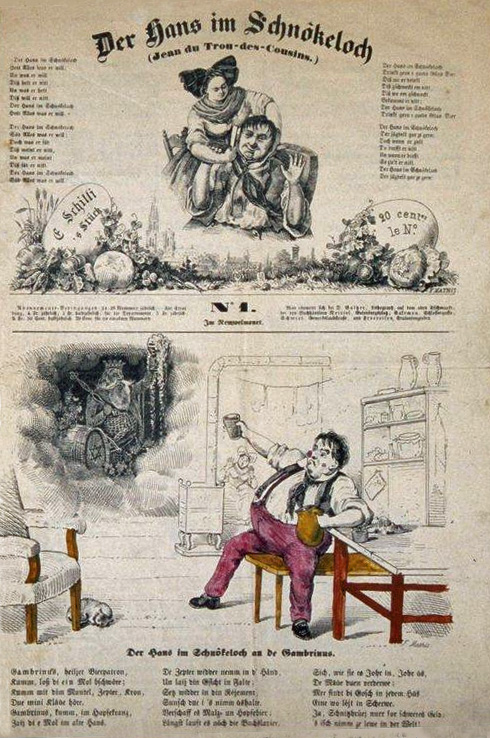
Der Hans im Schnœkeloch
(F. Mathis, 1860)

D'r Hans im Schnokeloch, traduit littéralement « Le Jean du Trou aux Moustiques » est une célèbre chanson populaire alsacienne.

## Histoire de la chanson

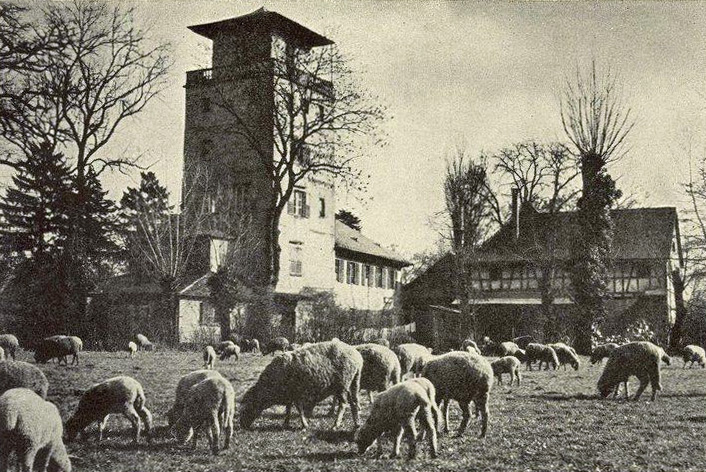
Le Schnokeloch en 1900

Hans im Schnokeloch serait inspiré d'un personnage ayant réellement existé, un aubergiste de Koenigshoffen, un faubourg de Strasbourg : un client mécontent aurait composé cette chanson pour se moquer du patron indélicat.
Le nom Schnokeloch vient de la zone marécageuse infestée de moustiques entre l'Ill, la Bruche et le Muhlbach où se trouve cette auberge (adresse actuelle : 6, rue du Schnokenloch48° 34′ 40″ N, 7° 42′ 46″ E)

Le texte de la chanson est mentionné pour la première fois en 1842 dans le recueil Elsässisches Sagenbuch d'Auguste Stoeber.
La signification des paroles est la suivante : « ce qu'il veut il ne l'a pas, et ce qu'il a il ne le veut pas ». Cet Hans est donc perpétuellement insatisfait.

La chanson est par la suite popularisée par Jules Massenet dans ses Scènes alsaciennes (« Dimanche soir »), créées en 1882, puis une comédie en alsacien de Ferdinand Bastian, en 1903 et par la tragédie en allemand de René Schickele, en 1914.

## Personnage dans la culture populaire

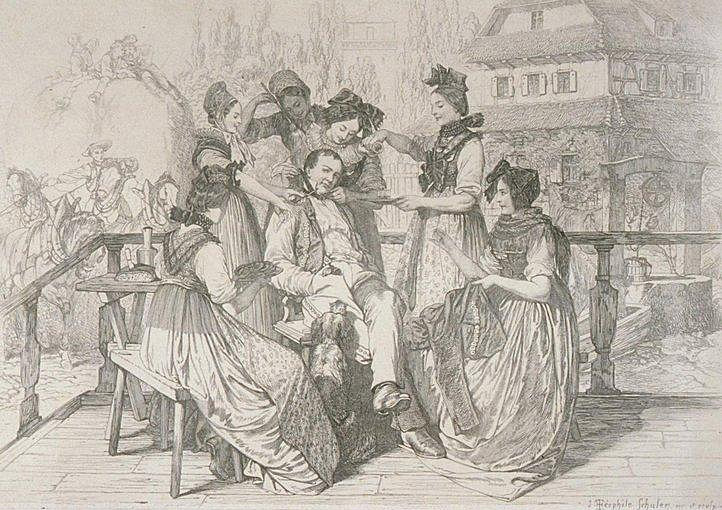
D'r Hans im Schnokeloch par Théophile Schuler
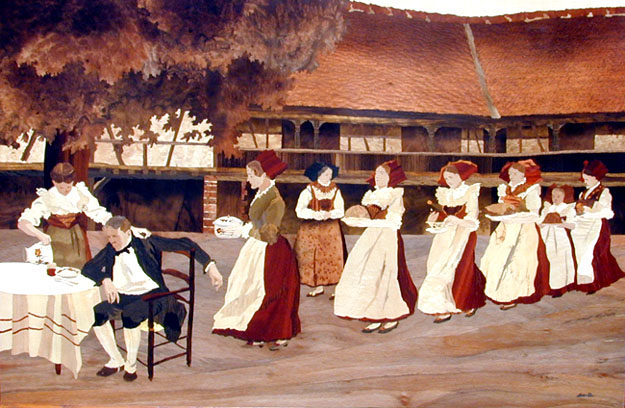
D'r Hans im Schnokeloch par Charles Spindler

## Paroles
D’r Hans im Schnòckeloch hät àlles, wàs er will !

Un wàs er hät, dess will er nit,

Un wàs er will, dess hät er nit.

D’r Hans im Schnòckeloch hät àlles, wàs er will !

D’r Hans im Schnòckeloch sajt àlles, wàs er will !

Wàs er sajt, dess dankt er nit,

Un wàs er dankt, dess sajt er nit,

D’r Hans im Schnòckeloch sajt àlles, wàs er will !

D’r Hans im Schnòckeloch màcht àlles, wàs er will !

Wàs er màcht, dess soll er nit,

Un wàs er soll, dess màcht er nit.

D’r Hans im Schnòckeloch màcht àlles, wàs er will !

D’r Hans im Schnòckeloch geht ànne, wo er will !

Wo er isch, dò bliebt er nit,

Un wo er bliebt, dò gfàllts im nit.

D’r Hans im Schnòckeloch geht ànne, wo er will !

Jetzt het d’r Hans sò sàtt

Un isch vom Eland màtt.

Lawe, majnt er, kànn er nit,

Un sterwe, sajt er, will er nit.

Er springt züem Fenschter nüss,

Un kommt ins Nàrrehüss.

## Interprètes
La chanson traditionnelle est interprétée par de nombreux groupes folkloriques alsaciens.
Des interprétations plus libres ont été réalisées par :
- Roger Siffer sur son album Kandiratong (1976) ;
- Le groupe Bredelers en version rock sur l'album Ke choucroute'm summer (2006) ;
- Le groupe Les Assoiffés en version punk rock ;
- Mr Bretzel sur l'album Bienvenue au bal alsacien (2013) ;
- Roland Engel sur l'album Es bluest e kalter Wind (2005) et dans l'Anthologie du patrimoine musical alsacien (édité en 2017 par Frémeaux et associés) d'après le texte original d'Adolphe Stoeber.